# Libanon ML01 och ML02
ML01 står för Marin Insats i Libanon och var Sveriges första utlandsmission med marina stridskrafter i modern tid. ML01 ingick i UNIFIL MarOps Task Force 448 under perioden 2006-10-13 och 2007-04-13. Uppdraget är främst att stödja den Libanesiska regeringen genom att förhindra att vapen och vapenrelaterad utrustning smugglas till Libanon sjövägen.

## ML01
ML01 bestod av en korvett av typ Göteborg, HMS Gävle (K22), samt en landbaserad underhålls- och ledningsresurs. 4. sjöstridsflottiljen, Muskö ansvarade för HMS Gävle medan FNSU sattes upp av Marinbasen, Karlskrona. Rekryteringen till ML01 baserades på delar av de svenska registerförbanden IKS 06 samt FNSU 06. Styrkan bestod av ca 80 personer. Chef var Kommendörkapten Magnus Lüning.

## ML02
ML02 avlöste ML01 2007-04-13 och verkade i området till september 2007. ML02 bestod av en korvett av typ Göteborg, HMS Sundsvall (K24), samt en landbaserad underhålls- och ledningsresurs FNSU, (Forward Naval Support Unit).
4. sjöstridsflottiljen, Muskö ansvarade för HMS Gävle medan FNSU sattes upp av Marinbasen, Karlskrona.  
Styrkan bestod av ca 80 personer. Chef var Kommendörkapten Ola Bogren.

## Övrigt
Underhålls- och ledningsresursen grupperade tillsammans med danska, tyska, norska och grekiska styrkor i hamnen i Limassol på Cypern. Den svenska campen kallades FPB Castle (FPB betyder Fast Patrol Boat).